# Neivamyrmex swainsonii
Neivamyrmex swainsonii é uma espécie de formiga do gênero Neivamyrmex.